# Przeprawa promowa
Przeprawa promowa – sposób przemieszczania ludzi, samochodów, pociągów i ładunków za pomocą urządzeń pływających (promów) pomiędzy stałymi punktami załadunku i wyładunku.